# Edificio de la Cepal
El edificio de la Cepal es la sede de la Comisión Económica para América Latina y el Caribe (Cepal) —organismo dependiente de la Organización de las Naciones Unidas (ONU)—, ubicada en la comuna de Vitacura, ciudad de Santiago, Chile. Es obra de los arquitectos chilenos Emilio Duhart en colaboración con Christian de Groote, Roberto Goycoolea y Óscar Santelices.
El edificio fue inaugurado como sede de las Naciones Unidas en Chile el 29 de agosto de 1966 por el secretario general U Thant y el presidente de Chile Eduardo Frei Montalva, y es considerado un hito dentro de la arquitectura moderna latinoamericana.

## Historia

### Antecedentes
El terreno para el nuevo edificio de las Naciones Unidas fue donado por el gobierno de Chile en 1957. Un amplio predio de 4 hectáreas se situaba en el sector oriente de Santiago, en la ribera sur del río Mapocho.

### Concurso de anteproyectos
Con el objetivo de seleccionar el diseño del nuevo edificio de Naciones Unidas en Chile, se convocó en 1960 a un concurso público de arquitectura. En las bases de esa convocatoria se exigió que los participantes fueran arquitectos radicados en el país. También se definió que el concurso se realizara en dos etapas, siendo la fase final limitada únicamente a los anteproyectos que fueran seleccionados como finalistas.
Luego de un llamado público y una adecuada publicidad, la convocatoria concitó un gran interés entre los arquitectos chilenos. Se retiraron 180 bases para participar del concurso, aunque solo se recibieron en la primera instancia 40 propuestas de arquitectura para la construcción de la nueva sede. Para evaluarlas se definió un jurado conformado por Raúl Prebisch, quien era en ese entonces el secretario ejecutivo de la Comisión Económica para América Latina; Ole W. Danielson en representación de Naciones Unidas; el arquitecto brasileño Henrique Mindlin y los arquitectos chilenos Oscar Zacarelli y Sergio Larraín García-Moreno.
Ellos definieron las entradas que pasarían al segundo grado. Ahí fueron seleccionados cuatro anteproyectos que fueron remitidos en la fase final de evaluación a la sede central de Naciones Unidas en Nueva York. La evaluación final fue realizada por el entonces secretario general, Dag Hammarskjöld quien fue asesorado por los arquitectos estadounidenses Philip Johnson y Wallace K. Harrison.
El fallo del concurso determinó como ganador al anteproyecto presentado por Emilio Duhart, Roberto Goycoolea y Oscar Santelices, quedando como entradas finalistas la presentada por Simón Perelman, Miguel Lawner, Pedro Iribarne, Francisco Ehijo y Ana María Barrenechea, la entregada por la oficina Bresciani Valdés Castillo Huidobro y la que presentó Ignacio Santa María y Francisco Bertrand.
Entre todas las propuestas presentadas, el jurado determinó que la del equipo liderado por Emilio Duhart era la de mayor valor arquitectónico, señalando que “sus cualidades se acentúan a medida que se profundiza su examen: alcanza una coherencia funcional y plástica que resultan en un grado de realización creadora enteramente único en este concurso”. Este concurso determinó la elección de una propuesta sumamente innovadora que sería desarrollada a nivel de arquitectura y especialidades, y ejecutada en pocos años, siendo inaugurada a mediados de 1966.

## Descripción

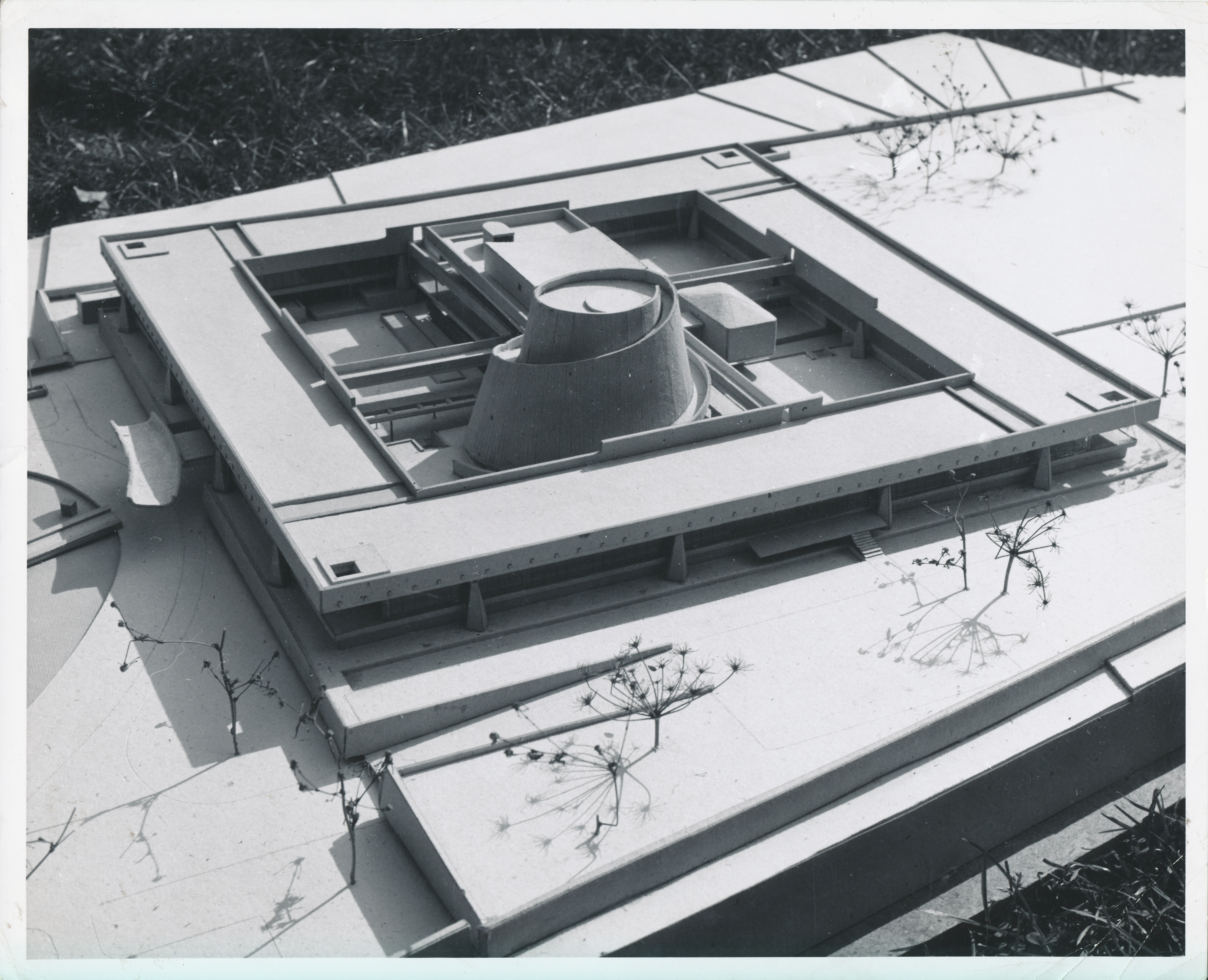
Maqueta de los edificios centrales de la Cepal.

El edificio de la Cepal es una de las obras modernas más relevantes de la arquitectura moderna chilena y por ello ha sido reconocida también internacionalmente como una obra paradigmática de las renovaciones formales y espaciales que se produjeron en la disciplina arquitectónica con la modernidad. El edificio originalmente llamado de las Naciones Unidas en Santiago de Chile, fue producto de un concurso nacional que se adjudicó el arquitecto Emilio Duhart en 1961, con la colaboración de los arquitectos Roberto Goycoolea, Christian de Groote y Oscar Santaelices. La construcción se llevó a cabo entre 1963 y 1966, cuando se inauguró con la presencia del presidente de la República de la época Eduardo Frei Montalva, como autoridades de Naciones Unidas, incluyendo al Secretario General U Thant.
La idea inicial de las Naciones Unidas de utilizar la arquitectura como obra representativa y significativa de los objetivos de la institucionalidad, ya habían sido recogidos en los edificios de Nueva York (1952) de Wallace K. Harrison -basado en las ideas de Le Corbusier y el comité asesor- y en la sede de París (1958) de Breuer, Nervi y Zehrfuss. Por ello la vocación simbólica y monumental que debía representar el edificio, era tanto para la institución como para Duhart, una base evidente para resolver el encargo.
Así fue congruente la creación de un volumen neutral, cuadrado de 95.66mts de largo por lado, que se ubicó en la periferia de la ciudad, solo urbanizada para darle espacio a lo que sería el “Parque de las Américas”, que se constituiría como la continuidad de zonas verdes a lo largo del río Mapocho.
La estrategia fue realizar un volumen suspendido, a partir de pilares -cuatro por lado- que sostienen una viga desde la cual se colgó la losa del segundo nivel. Así suspender y al mismo tiempo colgar, fueron las acciones fundamentales del conocido anillo, que en su interior dejaba un patio. Por un lado, los pilares piramidales, sostenían la viga principal y la serie de vigas perpendiculares a ella, que arman la trama de elementos estructurales, que se encuentran precisamente en las esquinas donde se convergen ambas direcciones del sistema. Por otro lado, se libera el primer nivel, articulando el encuentro natural con el río Mapocho a través de elementos a modo de taludes -en hormigón con bolones a la vista- que salvan y recogen distintos niveles, como espacios de servicios. Finalmente, al interior del anillo se desarrollaron dos volúmenes fundamentales: el núcleo central de circulaciones verticales y el caracol donde se ubica la sala de la Asamblea General.

### Edificios centrales
Desde el exterior puede visualizarse un anillo cuadrado (de 100 x 100 metros), que contiene las oficinas donde funcionan los distintos organismos de la Cepal, junto con pasillos o puentes peatonales que conectan con el patio central. Este patio concentra las salas de conferencias y debates circulares, así como otros espacios comunes tales como casinos o restaurantes.

### Bajorrelieves en el Caracol
Alrededor de la estructura que alberga las dos principales salas de conferencias (el "caracol"), Duhart concibió una escalera exterior que culmina en su cima en el Mirador de los Andes. A lo largo de ese paseo arquitectónico, inscritos como bajorrelieves en el muro de hormigón, figuran una serie de iconos que simbolizan, desde diferentes perspectivas, el devenir histórico de América Latina y el Caribe, desde sus orígenes milenarios hasta la fecha de inauguración del edificio (1966).

#### Símbolos
El primero de los cuarenta y ocho bajorrelieves del Caracol corresponde a una imagen de la caverna de Fell. El diseño corresponde a figuras encontradas en ese lugar, ubicado en territorio patagónico. Se presume que son los rastros más antiguos hallados en el continente americano. Las siguientes figuran ilustran diferentes aspectos de la vida de los pueblos precolombinos, desde los nómades hasta las culturas inca, maya y azteca. En el punto en el que el Caracol se conecta con el edificio principal se encuentra una representación de las tres carabelas de Cristóbal Colón, que marcan el inicio de una nueva era, caracterizada por el choque de culturas, la mezcla de razas y el encuentro definitivo de dos mundos.
La siguiente etapa describe la historia posterior del continente, caracterizada por el desarrollo urbano, político y cultural, hitos históricos y sociales, como los movimientos independentistas y los flujos migratorios, la aparición de nuevas tecnologías, como la electricidad, el ferrocarril, la agricultura moderna.
La serie culmina con un conjunto de imágenes alusivas a las grandes temáticas políticas y sociales del siglo XX, como la educación, el sufragio y la planificación. La última imagen representa, bajo la forma de una curva ascendente y una gran figura indígena, la explosión demográfica.

## Biblioteca
La biblioteca Hernán Santa Cruz de la Cepal fue inaugurada en 1948, con el fin de apoyar la labor de investigación y análisis de la economía y sociedad de Latinoamérica y el Caribe.
Durante 2008 la biblioteca recibe el nombre de Hernán Santa Cruz, abogado que propuso la creación de la Comisión Económica para América Latina (Cepal) propuesta en junio de 1947, y que durante ese año se celebró el sexagésimo aniversario de la Cepal y de la firma de la declaración de los derechos humanos. La biblioteca tuvo una remodelación durante el año 2016.
Actualmente la biblioteca cuenta con una colección que sobrepasa los 100.000 volúmenes físicos, entre ellos libros, revistas, fotografías, copias de documentos oficiales, entre otros. La biblioteca tiene colecciones orientados a disciplinas de las ciencias sociales, como comercio internacional, economía, desarrollo social, desarrollo sostenible, planificación, estudios de género, recursos naturales, infraestructura, entre otros.

## Recepción de la obra
El arquitecto Emilio Duhart es considerado por la historiografía de la arquitectura moderna a nivel internacional como un actor clave de la segunda mitad del siglo XX en Chile, y el edificio de la Cepal es la obra que recibió mayor atención por parte de la crítica especializada. De manera temprana, el historiador Henry Russell Hitchcock destacó la actividad de Duhart en el marco de la exposición, y el catálogo que la acompañaba, sobre arquitectura moderna en Latinoamérica organizada en el Museo de Arte de Nueva York el año 1955.
Una de las primeras referencias internacionales al proyecto del edificio de Naciones Unidas para Santiago de Chile se encuentra en el libro de Paul F. Damaz publicado en 1963 –el mismo año que se inician las obras de construcción- en Estados Unidos por Reinhold. La publicación de Damaz Art in Latin American Architecture (1963) revisa las relaciones entre arte y arquitectura en América Latina desde las culturas precolombinas hasta la arquitectura moderna, y analiza la colaboración entre artistas y arquitectos de su momento para evaluar las distintas soluciones de integración de las artes. El edificio de las Naciones Unidas apareció publicado en relación con la colaboración entre el arquitecto y el artista plástico Mario Carreño quien propuso la escultura el Árbol de las Naciones emplazada en el espejo de agua frente al acceso principal al edificio, así como el diseño de un muro de mosaico detrás del conjunto. No llegó a construirse ninguna de las dos propuestas.
En 1966, la revista chilena AUCA dedicó un reportaje muy extenso al edificio el cual incluye una entrevista con Duhart (“Diálogo crítico”), planimetría del edificio y fotografías de la construcción. A nivel internacional, la prestigiosa revista francesa l’Architecture d’Aujourd’hui publicó el proyecto en el número 137 (1967/1968) dedicado a edificios públicos, junto a obras de Alvar Aalto, Le Corbusier o Jean Prouvé entre otros. La inclusión del proyecto en dicho número reconocía la importante del edificio a nivel internacional. Asimismo, el edificio fue publicado en el número 17 (1968) de la revista también francesa Architecture de Lumiére.
El año 1969, el arquitecto argentino Francisco Bullrich mencionó el edificio en sus publicaciones Nuevos Caminos de la Arquitectura Latinoamericana y Arquitectura Latinoamericana 1930/1970. El mismo año, el historiador español exiliado en Chile Leopoldo Castedo, publicó A History of Latin American Art and Architecture. From Pre-Columbian Times to the Present, que apareció el año siguiente, 1970, en castellano.

## La Cepal como patrimonio moderno en Chile

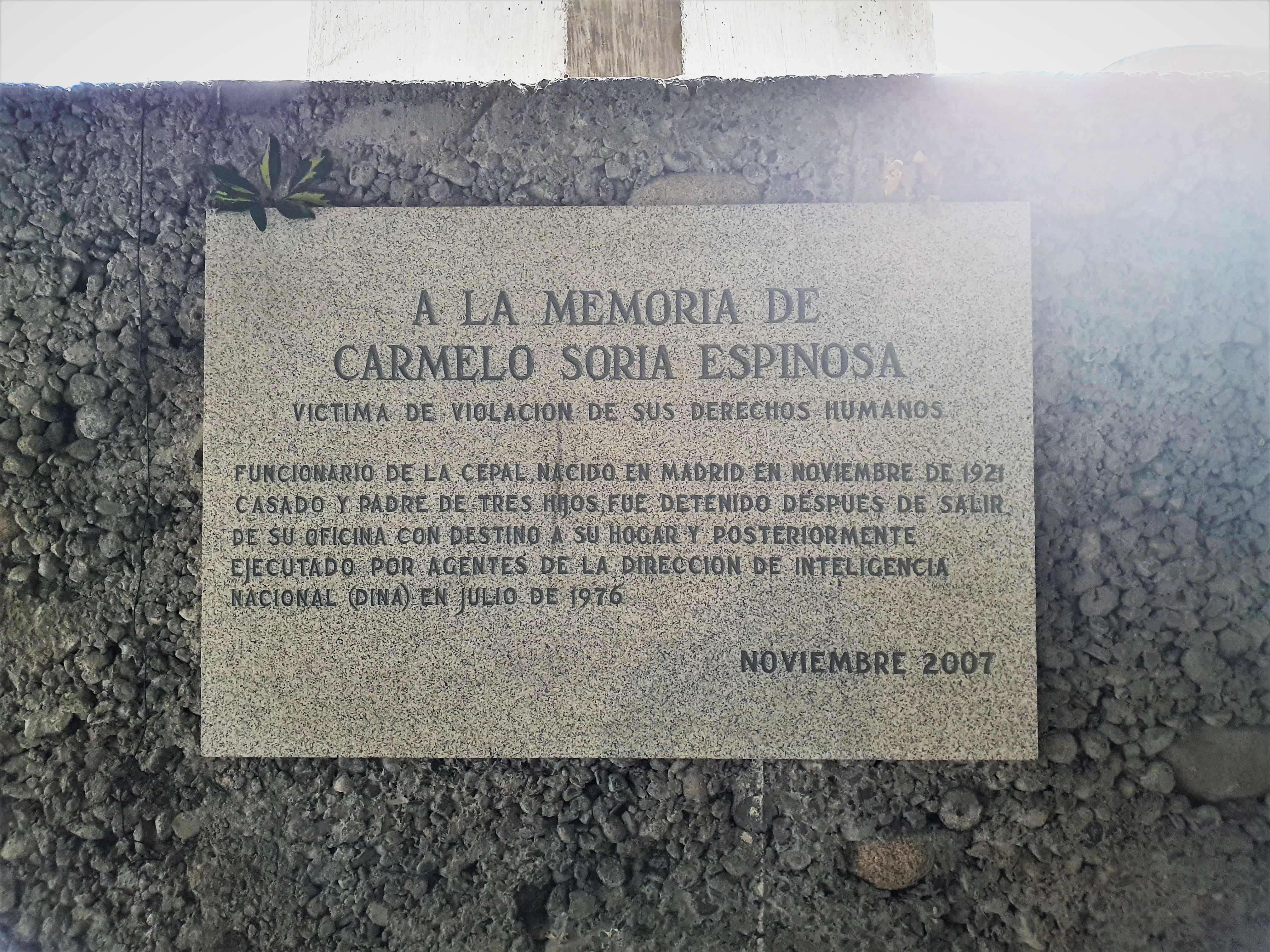
Placa a la Memoria de Carmelo Soria en el Edificio de la Cepal.

El edificio de la Cepal ha sido reconocido desde sus orígenes como una obra emblemática de la producción arquitectónica Latinoamericana, representante de la arquitectura propia del Movimiento Moderno en Chile.
El edificio proyectado por Duhart alude a formas tradicionales como la casa rural colonial o las dimensiones de la manzana regular del centro fundacional (95x95 m)
El edificio, hito arquitectónico e histórico, fue concebido por el arquitecto como un monumento desde su gestación, así lo confirma un extracto del documento de presentación del anteproyecto al jurado del concurso: “Se plantea el edificio de las Naciones Unidas como una casa y como un monumento. La casa de las naciones en comunidad. El monumento expresión visible de su anhelo espiritual y social. Casa y Monumento surgen como una Unidad plástica y funcional, legible para todos. Monumento para las Naciones, Monumento para su punto de reunión, Chile”.
El edificio ha sido incluido en la lista de observación del Comité Internacional para la documentación y conservación de edificios, sitios y barrios del movimiento moderno (DOCOMOMO). El comité, desde la década del ’80, busca proteger el patrimonio arquitectónico del movimiento moderno. En la declaración de Eindhoven (1990-2014), se establecen los principios fundamentales que determinan la importancia del Movimiento Moderno promoviendo la identificación, registro, conservación y reutilización de edificios y sitos del Movimiento Moderno. Oponiéndose a la destrucción y transformación de este patrimonio. La edificio de las Naciones Unidas ha sido incluido en la lista como un ejemplo relevante de patrimonio de la arquitectura moderna, debido a sus innovadores conceptos de diseño, su modelo estructural y técnicas constructiva.
El año 2015, el edificio fue incluido en la exposición Latin America in Construction: Architecture 1955 – 1980, del Museo de Arte Moderno (MoMA) de Nueva York dedicada a la arquitectura moderna latinoamericana. La muestra exhibió más de 500 obras con fotografías, dibujos, planos y videos de construcciones representativas del modernismo en la región, entre las cuales estaba una gran maqueta de la sede principal de la Cepal.

Asimismo, el proyecto puede ser destacado como un aporte al patrimonio urbano y paisajístico de Santiago al incorporar los valores geográficos de la ciudad. Su construcción coincide con la propuesta del primer Plan Regulador Intercomunal de Santiago de 1960 del arquitecto Juan Parrochia. Duhart había desarrollado propuestas sobre el futuro de la ciudad a través del Seminario del Gran Santiago (1957). De esta manera, el edificio se puede entender como la visión del arquitecto sobre el desarrollo de la ciudad y la planificación de áreas verdes. Ubicado estratégicamente con la Cordillera de Los Andes de fondo, en la ribera sur del río Mapocho, y como remate de un parque, en una zona que sirvió de reserva de suelo para el área verde donde se ubica actualmente el Parque Bicentenario.
El edificio de la Cepal ha sido abierto al público para el Día del Patrimonio Cultural de Chile (DPC) los años 2006, 2008, 2009 y 2017. Debido al terremoto del año 2010 la estructura sufrió algunos daños menores, por lo que edificio fue sometido a una serie de remodelaciones buscando modernizar sus espacios y recobrar en algunas zonas el diseño original de sus creadores. Entre ellas se encuentra la renovación del cuarto piso que incluye una nueva sala de conferencias. Entre el 2000-2008 se realizan varias obras de un plan maestro, entre las que destacan la recuperación de amplios espacios abiertos en los costados norte y sur del inmueble, donde se ubica la plaza cívica Carmelo Soria, utilizada para ceremonias al aire libre. También se construyeron salas de reuniones y un edificio de recepción para el público visitante, estructuras que también muestran el concepto original de Duhart.